# Серафим Роуз
Ієромонах Серафим (англ. Hieromonk Seraphim, у миру Ю́джин Денніс Ро́уз, англ. Eugene Dennis Rose; 12 серпня 1934, Сан-Дієго, Каліфорнія — 2 вересня 1982, Платіна, Каліфорнія, США) — священнослужитель Російської православної церкви закордоном, ієромонах; духовний письменник, автор багатьох праць, що сильно вплинули на розвиток Православ'я в Америці та стали духовною класикою XX століття.